# Takehiko Itō
Takehiko Itō (jap. 伊東 岳彦 Itō Takehiko; ur. w Kitami na Hokkaido) – japoński mangaka. 
Jego najbardziej znaną pracą jest Outlaw Star. Uczestniczył także w tworzeniu anime Angel Links, mangi Future Retro Hero Story, etc. Obecnie pracuje dla Morning Star Studio.